# Leslie Caron
Leslie Caron (n. 1 iulie 1931, Boulogne-Billancourt, Franța)  este o actriță de teatru și de film, și dansatoare franco-americană. A atins faima mondială în anii 1950 prin roluri principale în filmele musicale Un american la Paris, Gigi și Lili.

## Biografie
Leslie Caron s-a născut în Boulogne-Billancourt, dar a crescut alături de părinții ei și de fratele ei Aimery în palatul construit de bunicii ei în orașul Neuilly-sur-Seine.
Fiind fiica unei dansatoare americane, a primit lecții de dans încă din copilărie, iar din 1944 până în 1946 a studiat dansul clasic la Conservatorul din Paris. Trei ani mai târziu, Caron a devenit prima balerină la Ballet des Champs-Elysées. La 16 ani, s-a alăturat trupei de balet a lui Roland Petit de pe Champs-Élysées, iar în 1948 a jucat rolul Sfinxului în baletul La Rencontre al lui David Lichine. 
Acolo a fost descoperită de Gene Kelly, care i-a oferit un rol în următorul său film muzical pe care îl pregătea cu Vincente Minnelli, Un american la Paris, film care a câștigat șase premii Oscar, urmând de asemenea, mai multe oferte de filme pentru Caron.
A urmat filmul Lili (1953) de Charles Walters, unde joacă rolul unei orfane de 16 ani aflate în căutarea unui loc de muncă, care ajunge într-un parc de distracții și a cărei imaginație o aduce alături de un magician afemeiat (Jean-Pierre Aumont) și o trupă de păpușari, compusă printre alții din Mel Ferrer și Kurt Kasznar.

În filmul Tăticu', picioare lungi (1955) de Jean Negulesco, dansează cu Fred Astaire pe o coregrafie de Roland Petit.
În anii 1960, a apărut în diferite producții muzicale și de pe Broadway, în principal în Europa, dar s-a îndepărtat de acest gen în rolurile sale de film, trecând la comedii, filme de aventură și filme dramatice. De exemplu, în 1979, a jucat în drama sportivă Fata de aur alături de Susan Anton și Curd Jürgens.
Steaua sa de pe Walk of Fame din Hollywood a fost dezvelită pe 8 decembrie 2009, aflându-se între cele ale lui Gene Kelly și Louis Jourdan.

## Filmografie selectivă

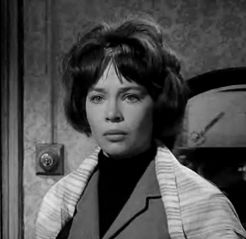
Camera în formă de L, (1962)

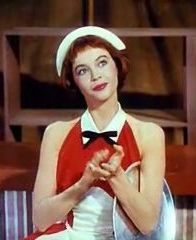
Leslie Caron în Lili (1953)

- 1951 Un american la Paris (Un Américain à Paris), regia Vincente Minnelli :  Lise Bouvier
- 1953 Povestea a trei iubiri (The Story of Three Loves), episodul Mademoiselle de Vincente Minnelli : Mademoiselle
- 1953 Lili de Charles Walters : Lili Daurier
- 1955 Pantofiorul de sticlă (The Glass Slipper), regia Charles Walters : Ella
- 1955 Tăticu', picioare lungi (Daddy Long Legs), regia Jean Negulesco : Julie André
- 1958 Gigi, regia Vincente Minnelli : Gigi
- 1960 Austerlitz, regia Abel Gance : Élisabeth Le Michaud d'Arçon
- 1962 Camera în formă de L (The L-Shaped Room), regia Bryan Forbes : Jane Fosset
- 1962 Guns of Darkness, regia Anthony Asquith
- 1962 Les Quatre Vérités, épisode Les Deux Pigeons de René Clair : Annie
- 1964 Tata gâscă (Father Goose), regia Ralph Nelson : Catherine Freneau
- 1965 Promite-i orice (Promise Her Anything), Arthur Hiller : Michele O'Brien
- 1966 Arde Parisul? (Paris brûle-t-il ?), regia René Clément : Françoise Labé
- 1967 Tată de familie (Il padre di famiglia) de Nanni Loy : Paola
- 1977 Afemeiatul (L'Homme qui aimait les femmes), regia François Truffaut : Véra
- 1977 Valentino de Ken Russell : Alla Nazimova
- 1979 Fata de aur (Goldengirl), regia Joseph Sargent : Dr. Sammy Lee
- 1980 Contractul (Kontrakt) de Krzysztof Zanussi : Penelope
- 1984 Diagonala nebunului (La Diagonale du fou), regia Richard Dembo : Henia Liebskind
- 1992 Iubire inimaginabilă (Damage), regia Louis Malle : la mère d'Anna Barton
- 2000 Ciocolată și dragoste (Le Chocolat), regia Lasse Hallström : Madame Audel
- 2003 Divorțul (Le Divorce), regia James Ivory : Suzanne de Persand